# JPMorgan Chase
JPMorgan Chase & Co, «Дж. П. Морган Чейз и Ко.» — американский транснациональный финансовый конгломерат, один из крупнейших банков мира, с центром управления в Нью-Йорке, район Манхэттен.
Совет по финансовой стабильности (FSB) признал JPMorgan Chase & Co важнейшим финансовым конгломератом мира, в списке глобально системно значимых банков мира занимает первое место.
Как крупнейший инвестиционный банк в мире и крупнейший коммерческий банк в США, входит в «большую четвёрку» банков США, наряду с Bank of America, Citigroup и Wells Fargo.
Основными направлениями деятельности являются инвестиционный банкинг, финансовые услуги частным лицам и малому бизнесу, коммерческий банкинг, проведение финансовых транзакций и управление активами. Является одним из крупнейших депозитарных банков и инвестиционных банков в мире. Размер депозитарных активов — 32,4 трлн долл., размер активов под администрированием — 7,7 трлн долл., объём ежедневных транзакций — 9,7 трлн долл., размер активов под управлением — 5,3 трлн долл. (на конец 2023 года). Деятельность осуществляется через JPMorgan Chase Bank (национальный банк, представленный в 23 штатах), Chase Bank USA (национальный банк, выпускающий кредитные карты) и J.P. Morgan Securities LLC (брокерская фирма).
Основным регионом деятельности являются США (на них приходится более 2/3 выручки), значительно присутствие конгломерата в Европе (Испания, Франция, Швейцария, Германия, Польша, Италия, Великобритания), в Китае и Индии, в Японии, в Австралии и Новой Зеландии, частично в Канаде.
В списке крупнейших публичных компаний мира Forbes Global 2000 за 2023 год JPMorgan Chase занял 1-е место. С 2011 года входит в число системно значимых банков мира.
Согласно данным международного консорциума журналистских расследований JPMorgan Chase входит в число мировых лидеров в качестве транзакционного офшора, через него проходит значительная часть от 2,4 трлн долл. теневых транзакций, совершаемых через банки ежегодно. В первую пятерку входят также ещё один банк из США — The Bank of New York Mellon, два из Великобритании (HSBC и Standard Chartered) и крупнейший банк Германии Deutsche Bank.

## История
JPMorgan Chase & Co. образовался в результате объединения в общей сложности около тысячи финансовых институтов. Старейший предшественник, The Bank of Manhattan Company (Банк Манхэттенской компании), был основан Аароном Бёрром в 1799 году, он является вторым старейшим банком США (после The Bank of New York). В ранние годы истории США получение лицензии на открытие банка было сложной процедурой, для обхода которой банки часто регистрировались как компании; формально Манхэттенская компания должна была заниматься водоснабжением Нью-Йорка, однако именно банковские услуги были её основным направлением деятельности. Это касается и многих других банков, впоследствии вошедших в состав JPMorgan Chase, например, New York Manufacturing Co. (основанная в 1812 году текстильная компания, вскоре ставшая трастовым банком Manufacturers Hanover Trust), Chemical Manufacturing Co. (основанная в 1823 году компания по производству красок, через несколько лет открывшая «химический» банк The Chemical Bank), Wisconsin Marine and Fire Insurance Co (основанная в 1839 году страховая компания Висконсина, которая принимала депозиты и выпускала собственные банкноты). Собственные банкноты выпускали и многие другие из полутора тысяч банков, существовавших накануне Гражданской войны 1861—65 годов. Ситуация изменилась в 1862 году, когда, для финансирования военных нужд, Союз начал выпуск государственной валюты; в следующем году был принят Национальный банковский акт, позволявший выпускать банкноты только ограниченному количеству банков с федеральной лицензией. Из предшественников JPMorgan Chase такую лицензию получили The First National Bank of Chicago (Чикаго), Hanover National Bank (Нью-Йорк), Indiana National Bank (Индианаполис), The National Bank of Commerce (Нью-Йорк), State National Bank (Иллинойс) и Union National Bank (Чикаго).
В 1877 году Джон Томпсон, нью-йоркский издатель и банкир, основал Chase National Bank, назвав его в честь Салмона Портленда Чейза, известного американского политика и юриста. Банк быстро рос и к 1930 году стал крупнейшим в мире с активами $2,7 млрд. В 1955 году он объединился с The Bank of The Manhattan Co., образовав The Chase Manhattan Bank.
Одна из основных составляющих конгломерата, J.P. Morgan & Co., была основана в 1871 году Джоном Пирпонтом Морганом и филадельфийским банкиром Энтони Дрекселем. Первоначально их партнёрство называлось Drexel, Morgan & Co и служило агентом для европейцев, желавших инвестировать в США. Эта компания имела тесные связи с Великобританией, поскольку отец Джона Пирпонта Джуниус Морган был партнёром в лондонском торговом банке Peabody, Morgan & Co. Первой крупной их операцией стало посредничество в продаже доли Уильяма Вандербильта в Нью-Йоркской центральной железной дороге, крупнейшего предложения акций на то время. В последующие годы работа с железными дорогами стала одним из основных направлений фирмы Моргана, к концу карьеры Джона Пирпонта Моргана его фирма контролировала около одной шестой железных дорог США. Также фирма осуществляла финансирование крупных промышленных слияний, таких как формирование General Electric (1892 год), U.S. Steel (1901 год), International Harvester. В 1902 году фирма профинансировала создание Международной торговой морской компании (International Mercantile Marine Company), объединившей несколько американских и британских трансатлантических линий; компания оказалась на грани банкротства, после того, как в 1912 году затонул принадлежащий ей «Титаник» (через дочернюю компанию White Star Line); после Первой мировой войны компания была преобразована в United States Lines обанкротившуюся в 1986 году. В 1904 году J.P.Morgan & Co. поучаствовал в финансировании строительства Панамского канала, собрав для американского правительства $40 млн на покупку прав на землю у обанкротившейся французской компании Panama Canal Co. В сентябре 1915 года фирма осуществила размещение англо-французского займа на сумму $500 млн, крупнейшего в истории Уолл-стрит на то время. Кроме того, во время Первой мировой войны J.P.Morgan & Co. была основным агентом европейских стран для закупок в США, через неё прошло около 3 млрд долларов, что составило половину от американских поставок в Европу в этот период. 16 сентября 1920 года у входа в штаб-квартиру J.P.Morgan & Co. («Дом Морганов», Уолл-стрит, 23) анархистами была взорвана бомба, убившая 38 и ранившая более 400 человек.
За время Первой мировой войны США из должника превратились в кредитора, что способствовало бурному развитию банковского сектора; кроме того Закон о Федеральном резерве 1913 года значительно упростил процедуру открытия отделений банков, в том числе зарубежных. Таким образом, 1920-е годы стали периодом укрупнения банков и расширения сферы их деятельности. Наиболее ярким примером этого стал Chase National Bank, за 1920-е годы поглотивший 5 американских банков и три латиноамериканских отделения, а в 1930 году объединившийся с банком семьи Рокфеллеров Equitable. В результате объединения получился крупнейший банк в мире с одной из крупнейших международных сетей отделений. В 1925 году J.P.Morgan & Co. профинансировал передачу ITT Corporation зарубежных активов AT&T (сумма сделки составила $30 млн, эти активы включали зарубежные заводы International Western Electric Company). За бурными 1920-ми годами пришёл биржевой крах 1929 года и Великая депрессия, основной их причиной называлась спекулятивная политика американских банков, и не в последнюю очередь J.P.Morgan & Co. В 1933 году был принят Акт Гласса-Стиголла, разделявший коммерческий и инвестиционный банкинг. Большинство предшественников JPMorgan Chase стали коммерческими банками, в частности инвестиционная деятельность J.P.Morgan & Co. была выделена в 1935 году в отдельную компанию Morgan Stanley.
Во время Второй мировой войны американские банки также участвовали в размещении военных займов, их сумма составила $186 млрд, держателями облигаций на сумму от 10 долларов стали 60 % населения США. В послевоенный период американские банки начали наращивать своё международное присутствие. К 1965 году 12 американских банков имели зарубежные отделения, среди них пять предшественников JPMorgan Chase: The Chase Manhattan Bank (образовался в 1955 году слиянием Bank of Manhattan с Chase National), Chemical Bank, The First National Bank of Chicago, Manufacturers Hanover Trust Co. и Morgan Guaranty Trust Co. (образовался при слиянии J.P.Morgan & Co. с Guaranty Trust Co. в 1959 году). К 1980 году уже 160 американских банков имели отделения вне США. Лидерство в глобализации занимал The Chase Manhattan Bank, уже в 1947 году он открыл отделения в Германии и Японии, в 1973 году было открыто первое с 1920-х годов отделение американского банка в Москве, также в этом году Chase стал корреспондентским банком Bank of China. Развитие Chase проходило под руководством Дэвида Рокфеллера, начавшего работать в нём в 1946 году, в 1949 году он был избран вице-президентом, в 1961 году — президентом, в 1969 году — главным исполнительным директором, это пост занимал до 1981 года.
Первые кредитные карты появились в 1950 году, но популярность они начали набирать только в конце 1960-х годов, и значительную роль в этом сыграли несколько предшественников JPMorgan Chase. В 1966 году City National Bank & Trust Co. of Columbus (финансовая компания из Огайо, ставшая основой Bank One Corporation) начала выпуск кредитных карт BankAmericard (до этого их выпускал Банк Америки только в Калифорнии), а через пять лет начала установку терминалов для расчётов кредитными картами в торговых точках. Manufacturers Hanover Trust Co. и Chemical Bank в 1969 году выступили основателями Ассоциации банковских карт Восточных штатов (англ. Eastern States Bankcard Association), начавшей выпуск кредитных карт Master Charge Plan. Также в 1969 году Chemical Bank установил прототип машины для выдачи денег с кредитной карты, прообраз банкомата. Впоследствии карты Master Charge Plan стали называться MasterCard, а BankAmericard — VISA.
В 1980-х годах в США началось послабление законодательства, регулирующего деятельность банков, в частности были сняты некоторые ограничения Акта Гласса-Стиголла (в 1999 году он был полностью отменен), также было разрешено создание сети отделений, охватывавшей все штаты. Это дало толчок к быстрому росту банков за счёт открытия новых отделений, расширения сферы деятельности и слияний. Наиболее активной в сфере поглощений была Bank One Corporation, к 1994 году поглотившая 81 банк с 1300 отделениями в 13 штатах. В 1987 году Chemical купил техасскую компанию Texas Commerce Bankshares, что стало крупнейшим межштатным слиянием на то время. Как следствие слияний количество банков уменьшилось с 12 тысяч в конце 1990-х годов до 7,5 тысяч в 2005 году, при этом количество отделений и банкоматов продолжало расти. В 1989 году J.P. Morgan & Co. получил разрешение на размещение корпоративных облигаций и в последующие годы начал быстро развивать направление инвестиционного банкинга. В 1991 году Chemical Banking Corporation объединилась с Manufacturers Hanover Corporation, образовав второй крупнейший финансовый институт США. В 1995 году First Chicago Corporation слилась с NBD Bancorp Inc., образовав First Chicago NBD Corporation. В 1996 году Chemical Banking Corporation объединилась с The Chase Manhattan Corporation, сформировав крупнейший банковский холдинг страны. В 1998 году Banc One Corporation поглотила First Chicago NBD Corporation, став мировым лидером по выпуску кредитных карт VISA (после слияния написание Banc было изменено на Bank). В 2000 году объединились The Chase Manhattan Corporation и J.P.Morgan & Co. Incorporated под названием JPMorgan Chase & Co., в 2004 году эта компания за $58,5 млрд купила Bank One Corporation, а в 2008 году — инвестиционный банк The Bear Stearns Companies Inc. (на 2007 год 5-й крупнейший в США), также была куплена часть сети отделений сберегательного банка Washington Mutual, оказавшегося на грани банкротства.
В 2004 году JPMorgan Chase сформировал совместное общество с британской брокерской конторой Cazenove, которое получило название J.P. Morgan Cazenove. В 2010 году американский конгломерат выкупил остальную часть британской компании.
В октябре 2014 года JPMorgan продал своё подразделение по работе на товарно-сырьевых биржах компании Mercuria за $800 млн.
В мае 2023 года был поглощён First Republic Bank, обанкротившихся в ходе банковского кризиса 2023 года.
В октябре 2023 года представители банка JPMorgan осуществили первую транзакцию по расчету залога на основе блокчейн-сетей с участием компаний BlackRock и Barclays. Блокчейн Onyx от JPMorgan на базе Ethereum и токенизированная сеть обеспечения (TCN) использовались BlackRock для токенизации акций одного из своих фондов. Затем цифровые активы были переданы на счета Barclays. Они послужили обеспечением во внебиржевой торговле деривативами.

## Руководство
- Джеймс Даймон (James L. Dimon) — председатель правления (с 2006 года) и главный исполнительный директор (с 2005 года); в JPMorgan Chase оказался в результате поглощения Bank One, который он возглавлял с 2000 года; до Bank One работал в Citigroup, The Travelers Companies, Commercial Credit Company и American Express; окончил Гарвардскую школу бизнеса (степень магистра)[2].

- Даниэль Пинто (Daniel E. Pinto) — один из двух президентов и главных операционных директоров с 2018 года, с 2011 года также возглавляет подразделение корпоративного и инвестиционного банкинга.
- Гордон Смит (Gordon A. Smith) — один из двух президентов и главных операционных директоров с 2018 года, с 2012 года также возглавляет подразделение потребительского и общественного банкинга.
- Марианн Лейк (Marianne Lake) — глава отдела потребительского кредитования.
- Мэри Эрдоуз (Mary Callahan Erdoes) — глава подразделения управления активами с 2009 года.
- Дуглас Петно (Douglas B. Petno) — глава подразделения коммерческого банкинга с 2012 года.
- Лори Бир (Lori A. Beer) — главный информационный директор с 2017 года, в компании с 2014 года, до этого работала в Anthem, Inc.
- Эшли Бейкон (Ashley Bacon) — главный директор по финансовым рискам с 2013 года.
- Стейси Фридман (Stacey R. Friedman) — глава юридического отдела компании с 2016 года, в JPMorgan Chase с 2012 года.
- Робин Лиополд (Robin Leopold) — глава отдела по работе с кадрами с января 2018 года.
- Питер Шер (Peter Scher) — вице-президент, глава отдела корпоративной ответственности с 2011 года[2].

- Линда Бамманн (Linda B. Bammann) — независимый член совета директоров с 2013 года.
- Стивен Бёрк (Stephen B. Burke) — независимый член совета директоров, также с 2011 года CEO компаний NBCUniversal и Comcast Corporation.
- Тодд Кумбз (Todd A. Combs) — независимый член совета директоров, также инвестиционный директор Berkshire Hathaway (с 2010 года).
- Джеймс Краун (James S. Crown) — независимый член совета директоров, также с 2002 года президент частной инвестиционной компании Henry Crown and Company.
- Тимоти Флинн (Timothy P. Flynn) — независимый член совета директоров, с 2007 по 2011 год был президентом аудиторской компании KPMG; также член совета директоров United Healthcare (с 2017 года), Alcoa (с 2016 года) и Wal-Mart Stores (с 2012 года).
- Меллоди Хобсон (Mellody L. Hobson) — независимый член совета директоров, также с 2000 года президент чикагской инвестиционной компании Ariel Investments, LLC.; входит в правление Starbucks и Estée Lauder.
- Фиби Новакович (Phebe N. Novakovic) — независимый член совета директоров, также председатель правления и генеральный директор General Dynamics.
- Майкл Нил (Michael A. Neal) — независимый член совета директоров, до 2013 года был вице-председателем General Electric, с 2007 по 2013 год председателем GE Capital.
- Вирджиния Кометти (Virginia M. Kometty) — независимый член совета директоров, бывший председатель и CEO IBM[2].

## Акционеры
Акции JPMorgan Chase котируются на Нью-Йоркской фондовой бирже. Институциональным инвесторам по состоянию на начало 2023 года принадлежал 71 % акций, крупнейшими из них были: The Vanguard Group (9,3 %), BlackRock (6,6 %), State Street Global Advisors (4,4 %), Capital Group Companies (3,3 %), Morgan Stanley (2,0 %), Bank of America (1,9 %), Geode Capital Management (1,7 %), FMR Co., Inc. (1,5 %), Wellington Management Group (1,4 %), Northern Trust (1,2 %), MFS Investment Management (1,1 %), The Bank of New York Mellon (1,1 %), T. Rowe Price (1,0 %).

## Деятельность
Подразделения по состоянию на 2023 год:
- Потребительский и общественный банкинг (Consumer & Community Banking) — обслуживание физических лиц и малого бизнеса через сеть отделений и банкоматов. Включает предоставление ипотечных и прочих кредитов, обслуживание кредитных карт, приём депозитов и так далее. Выручка этого сегмента составила 70,1 млрд долларов, чистая прибыль — 21,2 млрд, активы — 643 млрд (из них 259 млрд — ипотечные кредиты), 142 тыс. сотрудников, 82 млн клиентов.

- Корпоративный и инвестиционный банк (Corporate & Investment Bank) — обслуживание корпораций, инвесторов, финансовых институтов, правительств и муниципалитетов, около половины деятельности осуществляется вне США. Осуществляет операции с ценными бумагами, такими как акции и облигации. Оказывает депозитарные услуги (учёт и хранение ценных бумаг) с депозитарными активами $31 трлн, из них 14 трлн в Северной Америке, размер активов под администрированием $4,1 трлн на конец 2020 года. Выручка подразделения составила 48,8 млрд долларов, чистая прибыль — 14,1 млрд, активы — 1,338 трлн, 74,4 тыс. сотрудников.

- Коммерческий банкинг (Commercial Banking) — обслуживание американских корпораций и финансовых институтов с годовым оборотом в диапазоне от $20 млн до $2 млрд. Услуги включают кредитование, казначейские усуги, инвестиционный банкинг и другие. Выручка подразделения составила 15,5 млрд долларов, чистая прибыль — 6,1 млрд, активы — 300 млрд, 17,9 тыс. сотрудников.

- Управление активами и частным капиталом (Asset & Wealth Management) — банк через дочерние компании управляет активами клиентов на сумму $3,4 трлн на конец 2023 года (из них $2,5 трлн в Северной Америке). Выручка подразделения составила $19,8 млрд, чистая прибыль — 5,2 млрд, собственные активы — $246 млрд, 28,5 тыс. сотрудников. JPMorgan Chase оказывает доверительное управление институциональным клиентам через дочернюю компанию J.P. Morgan Investment Management Inc. с активами $1,3 трлн[23][24]. В 2015 году JPMorgan Chase занял 6-е место в списке крупнейших инвестиционных компаний мира по размеру активов под управлением ($1,723 трлн)[25].

В структуре выручки компании из 158,1 млрд в 2023 году на чистый процентный доход пришлось 89,3 млрд долларов, на другие виды доходов пришлось 68,8 млрд долларов, включая доход от транзакций (24,4 млрд), комиссионные и плата за услуги по управлению активами (15,2 млрд), услуги кредитования и приёма депозитов (7,4 млрд), обслуживание кредитных карт (4,8 млрд), услуги, связанные с ипотечным кредитованием (1,2 млрд).
В структуре активов из 3,88 трлн долл. в 2023 году 1,32 трлн составили выданные кредиты, ещё $595 млрд пришлось на депозиты в других банках, компании принадлежит ценных бумаг на $572 млрд, торговых активов на 541 млрд долл. Более половины пассивов приходится на депозиты, на конец 2023 года их размер составлял $2,40 трлн.
Основным регионом деятельности является Северная Америка, на неё приходится 78 % выручки, 80 % чистой прибыли и 78 % активов. На США приходится 68,7 % выручки, на Европу, Ближний Восток и Африку 12,8 %, на азиатско-тихоокеанский регион 5,2 %, на Латинскую Америку 1,8 %. Розничные банковские услуги конгломерат предоставляет только в США, наиболее значимыми штатами являются Калифорния, Нью-Йорк, Иллинойс, Техас и Флорида. В странах Европы, Ближнего Востока и Африки осуществляет свою деятельность через коммерческий банк J.P. Morgan Bank International Limited со штаб-квартирой в Лондоне, основанный в 1968 году под названием Chase Manhattan International Limited. Имеет следующие региональные офисы:
- Великобритания[26]
- Бельгия, Нидерланды и Люксембург[27]
- Нормандские острова[28] (острова Джерси и Гернси, являющиеся офшорными зонами)
- Франция
- Германия, Австрия и Швейцария
- Греция
- Ирландия
- Израиль
- Италия
- Ближний Восток и Северная Африка
- Страны Северной Европы
- Россия — офис открыт в СССР в 1973 году. В 1993 году зарегистрирован в Банке России под номером 2629[29].
- Испания и Португалия
- Чёрная Африка (Sub-Saharan Africa)
- Турция и центральная Азия

Также есть отделения в следующих регионах:
- Канада
- Латинская Америка (Аргентина, Чили, Центральная Америка и Карибский регион)
- Бразилия
- Мексика
- Австралия и Новая Зеландия
- Бангладеш
- Вьетнам
- Гонконг
- Индия
- Индонезия
- Китай (с 1923 года)
- Республика Корея (с 1967 года)
- Малайзия
- Сингапур
- Тайвань (с 1970 года)
- Таиланд
- Филиппины
- Япония (с 1924 года)

На конец 2018 года JP Morgan Chase принадлежало акций других компаний на 460,14 млрд долл. По отраслям эти инвестиции распределялись следующим образом:
- финансовые компании — 31,87 %
- технологические компании — 20,06 %
- производители потребительских товаров (цикличных) — 10,36 %
- здравоохранение — 9,97 %
- промышленные компании — 8,47 %
- энергетика — 5,2 %
- производители потребительских товаров (нецикличных) — 4,09 %[31].

По стоимости пакетов акций наиболее значительны Microsoft ($10,9 млрд), Alphabet (Class A $4 млрд + Class C $4,7 млрд), Amazon ($7,8 млрд), Apple ($7,7 млрд), Bank of America Corporation ($4,8 млрд), Pfizer ($4,3 млрд), UnitedHealth Group ($3,9 млрд), Alibaba Group ($3,5 млрд), Texas Instruments ($3,5 млрд), Johnson & Johnson ($3,3 млрд), Merck & Co, Inc. ($3,2 млрд), MasterCard ($3,2 млрд), Home Depot ($3,2 млрд), Visa, Inc. ($3 млрд), Nextera Energy ($2,1 млрд), Honeywell ($2,8 млрд), Salesforce Company ($2,7 млрд), Chevron Corporation ($2,5 млрд), Verizon Communications ($2,5 млрд), Analog Devices ($2,5 млрд), The Coca-Cola Company ($2,4 млрд), Norfolk Southern Corporation ($2,4 млрд), Wells Fargo ($2,4 млрд), Taiwan Semiconductor ($2,4 млрд), Netflix ($2,2 млрд), Mondelēz International ($2,2 млрд), Comcast Corporation ($2,1 млрд), Citigroup ($2,1 млрд), Morgan Stanley ($2,1 млрд), PayPal Holdings ($2,1 млрд). Кроме этого значительные суммы компания вкладывает через инвестиционные фонды, управляемые BlackRock (в основном группа котируемых на бирже фондов iShares) и The Vanguard Group, Inc (эти инвестиции относятся к финансовой отрасли, хотя могут реинвестироваться фондами в любые другие отрасли).
финансовые показатели
|                        | 2001…  | 2006…  | 2011  | 2012  | 2013  | 2014  | 2015  | 2016  | 2017  | 2018  | 2019  | 2020  | 2021  | 2022  | 2023  |
| ---------------------- | ------ | ------ | ----- | ----- | ----- | ----- | ----- | ----- | ----- | ----- | ----- | ----- | ----- | ----- | ----- |
| Выручка                | 29,34… | 62,00… | 97,23 | 97,03 | 96,61 | 94,21 | 93,54 | 95,67 | 99,62 | 109,0 | 115,6 | 119,5 | 121,6 | 128,7 | 158,1 |
| Чистая прибыль         | 1,694… | 14,44… | 18,98 | 21,28 | 17,92 | 21,76 | 24,44 | 24,73 | 24,44 | 32,47 | 36,43 | 29,13 | 48,33 | 37,68 | 49,55 |
| Активы                 | 693,6… | 1352…  | 2266  | 2359  | 2416  | 2573  | 2352  | 2491  | 2534  | 2623  | 2687  | 3385  | 3744  | 3666  | 3875  |
| Собственный капитал    | 41,10… | 115,8… | 183,6 | 204,1 | 210,9 | 231,7 | 247,6 | 254,2 | 255,7 | 256,5 | 261,3 | 279,4 | 294,1 | 292,3 | 327,9 |
| Капитализация          |        | 167,2… | 125,4 | 167,3 | 219,7 | 232,5 | 241,9 | 307,3 | 366,3 | 319,8 | 429,9 | 387,5 | 466,2 | 393,5 | 489,3 |
| Сотрудников, тыс. чел. |        | 174,4… | 260,2 | 259,0 | 251,2 | 241,4 | 234,6 | 243,4 | 252,5 | 256,1 | 257,0 | 255,4 | 271,0 | 293,7 | 309,9 |

| Банк            | Активы, трлн $ | Депозиты, трлн $ | Собственные средства, млрд $ | Выручка, млрд $ | Чистая прибыль, млрд $ | Рыночная капитализация, млрд $ |
| --------------- | -------------- | ---------------- | ---------------------------- | --------------- | ---------------------- | ------------------------------ |
| JPMorgan Chase  | 3,386          | 2,114            | 279,4                        | 119,5           | 29,13                  | 501,5                          |
| Bank of America | 2,820          | 1,785            | 272,9                        | 85,53           | 17,89                  | 357,3                          |
| Citigroup       | 2,260          | 1,281            | 199,4                        | 74,30           | 11,05                  | 161,5                          |
| Wells Fargo     | 1,955          | 1,404            | 185,9                        | 72,34           | 3,301                  | 186,4                          |

Примечание. Данные за 2020 год, рыночная капитализация на июнь 2021 года.

## Критика
В 2002 году JPMorgan Chase оказался среди 10 банков, оштрафованных за предоставление инвесторам необъективных исследований рынков; доля JPMorgan Chase составила 80 млн долл. из 1,4 млрд на все 10 банков.
В 2003—2005 гг. компания заплатила в общей сложности 2,5 млрд долл. за содействие в искажении отчётности компании Enron, обанкротившейся в 2001 году.
В 2005 году JPMorgan Chase заплатил инвесторам WorldCom $2 млрд, поскольку был одним из 17 андеррайтеров этой компании; размер выплаты оказался вторым после Citigroup, заплатившей $2,6 млрд.
В мае 2010 года Федеральная комиссия США по ценным бумагам в рамках расследования торговых операций с ипотечными облигациями предъявила гражданские иски банку. 19 ноября 2013 года Управление юстиции США объявило, что JPMorgan Chase & Co. заплатит рекордную сумму в $13 млрд для прекращения расследования. Ранее банк уже был оштрафован властями США и Великобритании на сумму в $920 млн по делу «Лондонского кита» Бруно Иксиля, действия которого нанесли ущерб в 6 млрд долл. JPMorgan установил рекорд среди банков США по расходам на судебные разбирательства, сумма которых за пять лет, с 2008 по 2013 год, превысила $18 млрд.
25 августа 2011 году JPMorgan Chase был оштрафован казначейством США на $88,3 млн за нарушение санкций в отношении Кубы, Ирана, Судана, режима Чарльза Тейлора в Либерии и причастных к распространению оружия массового поражения.
7 января 2014 года JPMorgan Chase согласился выплатить $1,7 млрд штрафа по делу Бернарда Мэдоффа. Мэдофф открыл счёт в Chemical Bank в 1986 году и оставался клиентом до самого ареста в 2008 году. Банк обвинялся в бездействии в отношении создаваемой аферистом финансовой пирамиды, иски основывались на словах самого Мэдоффа, сказавшего после ареста, что JPMorgan Chase не мог за 20 лет не заметить его преступной деятельности, но предпочитал молчать, боясь потерять выгодного клиента.
В сентябре 2014 года было обнаружено, что в результате кибератаки были скомпрометированы счета 83 млн клиентов JPMorgan Chase и 9 других банков.
В сентябре 2020 года банк согласился выплатить более 920 млн долл. (436,4 млн в виде штрафов, 311,7 млн в качестве реституции и более 172 млн в виде изъятия) и признал правонарушения для урегулирования расследований, связанных с манипулированием рынком при торговле фьючерсами на металлы и казначейскими ценными бумагами США с помощью спуфинга (размещение значительных заказов, способных повлиять на рыночную динамику, изначально намереваясь их аннулировать).
Портал Frank (основан Чарли Джевис (Charlie Javice) в 2017 году, приобретён банком в 2021 г.), ориентированный на студентов и помогавший им получить финансовую поддержку для оплаты образования; это должно было помочь банку наладить связи с молодой аудиторией — дело закончилось уголовным обвинением в мошенничестве.

## Штаб-квартира и другая недвижимость

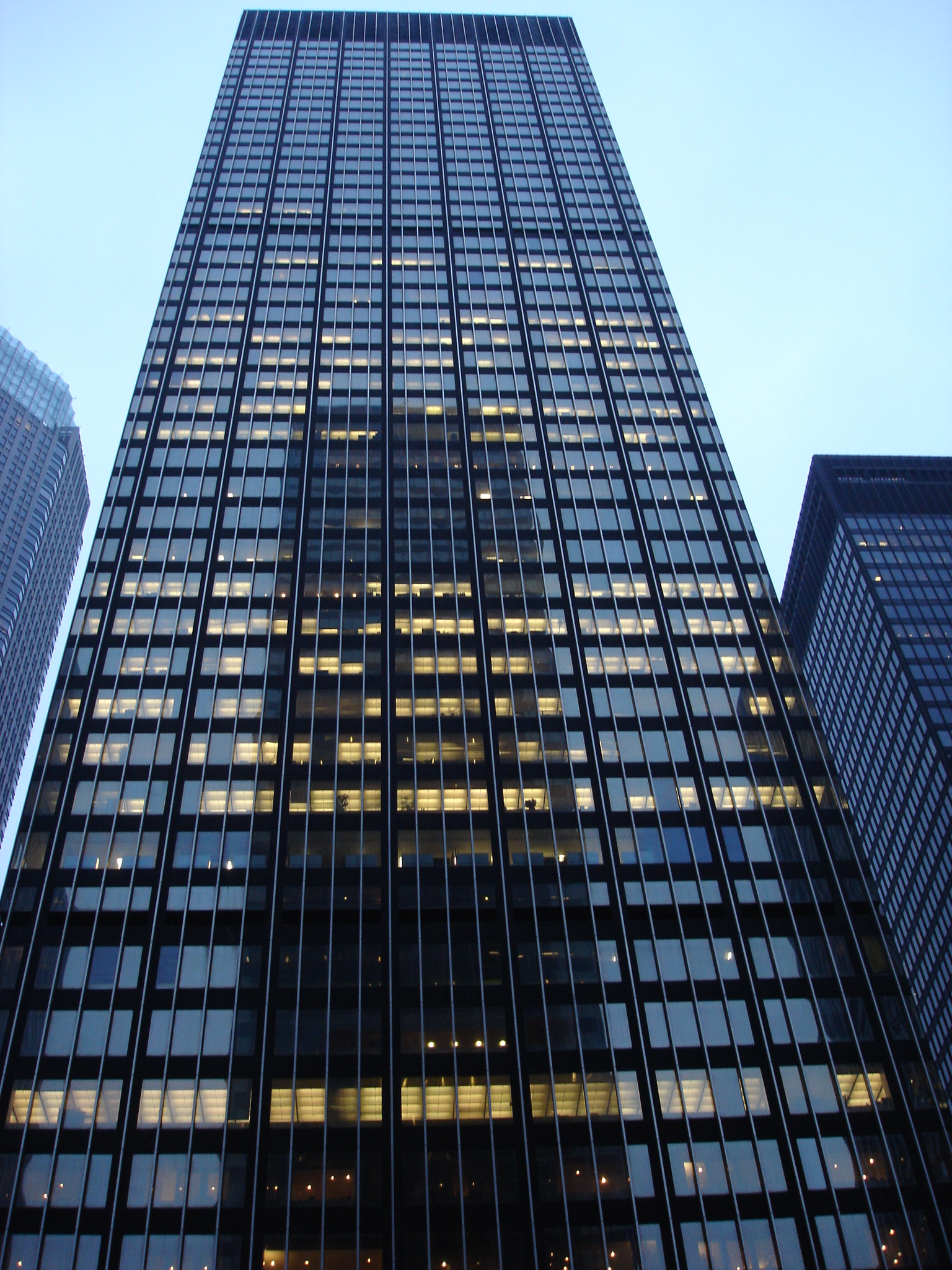
270 Park Avenue

Штаб-квартира JPMorgan Chase находится на Манхэттене в здании 270 Park Avenue, где ранее располагалась штаб-квартира Chemical Bank.
В 2018 году было объявлено о планах снести это здание и построить новое, на 150 м выше; это 70-этажное здание будет вмещать 15 тысяч сотрудников; начало работ было запланировано на 2019 год, завершение в 2024 году[уточнить].
Холдингу принадлежит ещё три здания на Парк-Авеню: 277 Park Avenue, 245 Park Avenue, 345 Park Avenue, а также бывшая штаб-квартира Bear Stearns по адресу 383 Madison Avenue.
В Чикаго в Chase Tower находится центр коммерческого и розничного банкинга под брендом Chase. Ещё 11 тысяч сотрудников размещаются в бывшей штаб-квартире Bank One в Колумбусе (Огайо). Часть операций осуществляется из JPMorgan Chase Tower в Хьюстоне (штат Техас), небоскрёба, доставшегося при покупке Texas Commerce Bank.
Штаб-квартира глобального корпоративного банка находится в Лондоне (Великобритания). Операционный центр азиатского региона расположен в Гонконге в Чатер-хаусе. Центром деятельности в Канаде является провинция Онтарио (города Торонто и Берлингтон). Осенью 2017 года был открыт региональный центр в Варшаве (Польша).

## Дочерние компании
- JPMorgan Chase Bank, National Association (США)
  - Paymentech, LLC (США)
  - J.P. Morgan Treasury Technologies Corporation (США)
  - J.P. Morgan International Finance Limited (США)
    - Chase Paymentech Europe Limited (Ирландия)
    - JPMorgan Securities Japan Co., Ltd. (Япония)
    - Chase Paymentech Solutions Inc. (Канада)
    - J.P. Morgan Capital Holdings Limited (Великобритания)
      - J.P. Morgan Securities PLC (Великобритания)
        - J.P. Morgan Europe Limited (Великобритания)

      - J.P. Morgan International Bank Limited (Великобритания)
        - «Дж П Морган Банк Интернешнл» (Россия)[61]

    - J.P. Morgan AG (Германия)
- JPMorgan Chase Holdings LLC (США)
  - J.P. Morgan Services India Private Limited (Индия)
  - J.P. Morgan Ventures Energy Corporation (США)
  - JPMorgan Asset Management Holdings Inc. (США)
    - JPMorgan Distribution Services, Inc. (США)
    - JPMorgan Asset Management International Limited (Великобритания)
      - JPMorgan Asset Management Holdings (UK) Limited (Великобритания)
        - JPMorgan Asset Management (UK) Limited (Великобритания)
        - JPMorgan Asset Management Holdings (Luxembourg) S.à r.l. (Люксембург)
          - JPMorgan Asset Management (Europe) S.à r.l. (Люксембург)
          - JPMorgan — Invest (Россия)
          - JPMorgan Asset Management (Asia) Inc. (Делавэр)
          - JPMorgan Asset Management (Japan) Limited (Япония)
          - JPMorgan Asset Management (Canada) Inc. (Канада)
          - JPMorgan Asset Management Luxembourg S.A. (Люксембург)
          - JPMorgan Asset Management Advisory Company S.á r.l. (Люксембург)

    - J.P. Morgan Investment Management Inc. (США)

  - J.P. Morgan Broker-Dealer Holdings Inc. (США)
    - J.P. Morgan Securities LLC (США)

  - J.P. Morgan Equity Holdings, Inc. (США)
    - Chase Bank USA, National Association (США)
      - Chase Card Funding LLC (США)
        - Chase Issuance Trust (США)

      - Chase BankCard Services, Inc. (США)[62]

- JPMorgan Nominees Australia Limited (Австралия)
- JPMorgan Securities Australia Limited (Австралия)
- JPMorgan Asset Management Marketing Limited (Великобритания)
- JPMorgan Trust Bank Limited (Япония)
- JPMorgan Funds Limited (Шотландия)
- Morgan Guaranty Trust Company Limited (Великобритания)
- J. P. Morgan Administrative Services Australia Limited (Австралия)
- J. P. Morgan Bank Luxembourg S.A. (Люксембург)
- J. P. Morgan Luxembourg International S.á r.l. (Люксембург)
- J. P. Morgan Holdings B.V. (Нидерланды)
- J. P. Morgan Trust Company of Delaware (Делавэр)
- J. P. Morgan Trust Company, N.A. (Делавэр)
- J. P. Morgan Trust Company (Bahamas) Limited (Багамские острова)
- J. P. Morgan Trust Company (Cayman) Limited (Острова Кайман)
- J. P. Morgan Trust Company (Jersey) Limited (Джерси)
- J. P. Morgan Trustee and Depositary Company Limited (Великобритания)